# Silvo Karo
Silvo Karo, slovenski alpinist, * 22. december 1960, Ljubljana. 
Pleza od leta 1977. Opravil je več kot 2000 plezalnih vzponov (od tega 320 prvenstvenih) in se udeležil 27 alpinistično-plezalnih odprav. Od leta 1981 se ukvarja z vrhunskim alpinizmom. Aktivno je sooblikoval zlata leta slovenskega alpinizma, skupaj z Janezom Jegličem - Johanom in Frančkom Knezom (imenovali so jih trije mušketirji) so začrtali nove smeri razvoja slovenskega in svetovnega alpinizma. Njegovo alpinistično kariero, ki je segala od himalajskih 8000 metrov do 8a v športnem plezanju, so najbolj zaznamovale velike stene Fitz Roya, Cerro Torreja in Torre Eggerja v Patagoniji ter Bhagirathija v Himalaji. Zvesto je sledil modernim trendom vrhunskega alpinizma, ki ga je pripeljal do light and fast.
Njegov esej o granitnih velikanih Patagonije je dobil prostor v knjigi Voices from the Summit, ki jo je izdal National Geographic. Je tudi fotograf, pisec, snemalec, ustanovitelj in direktor Festivala gorniškega filma in dobitnik številnih priznanj in nagrad: Bloudkove nagrade (1987), srebrnega encijana za najboljši alpinistični film in nagrade UIAA (Trento, Italija,1989),  srebrnega encijana za dosežke v alpinizmu (Trento, Italija, 1998), zlate medalje za alpinistične dosežke (Milano, Italija, 2000), Bloudkove plakete (Ljubljana, 1991), državnega odlikovanja Republike Slovenije red za zasluge (2010) in zlatega častnega znaka Planinske zveze Slovenije (2023). Za svoj alpinistični opus je prejel zlati cepin za življenjsko delo (Briançon, Francija, 2022). Od leta 1991 je član francoskega Groupe de Haute Montagne in od leta 2010 častni član uglednega angleškega The Alpine Cluba (AC).
Leta 2018 je izšla njegova avtobiografija z naslovom Alpinist. Prevedena je v angleščino in italijanščino z naslovom Rock 'n' Roll on the Wall (2020) ter v španščino – Profesión Alpinista (2024).